# 香取神宮御田植祭

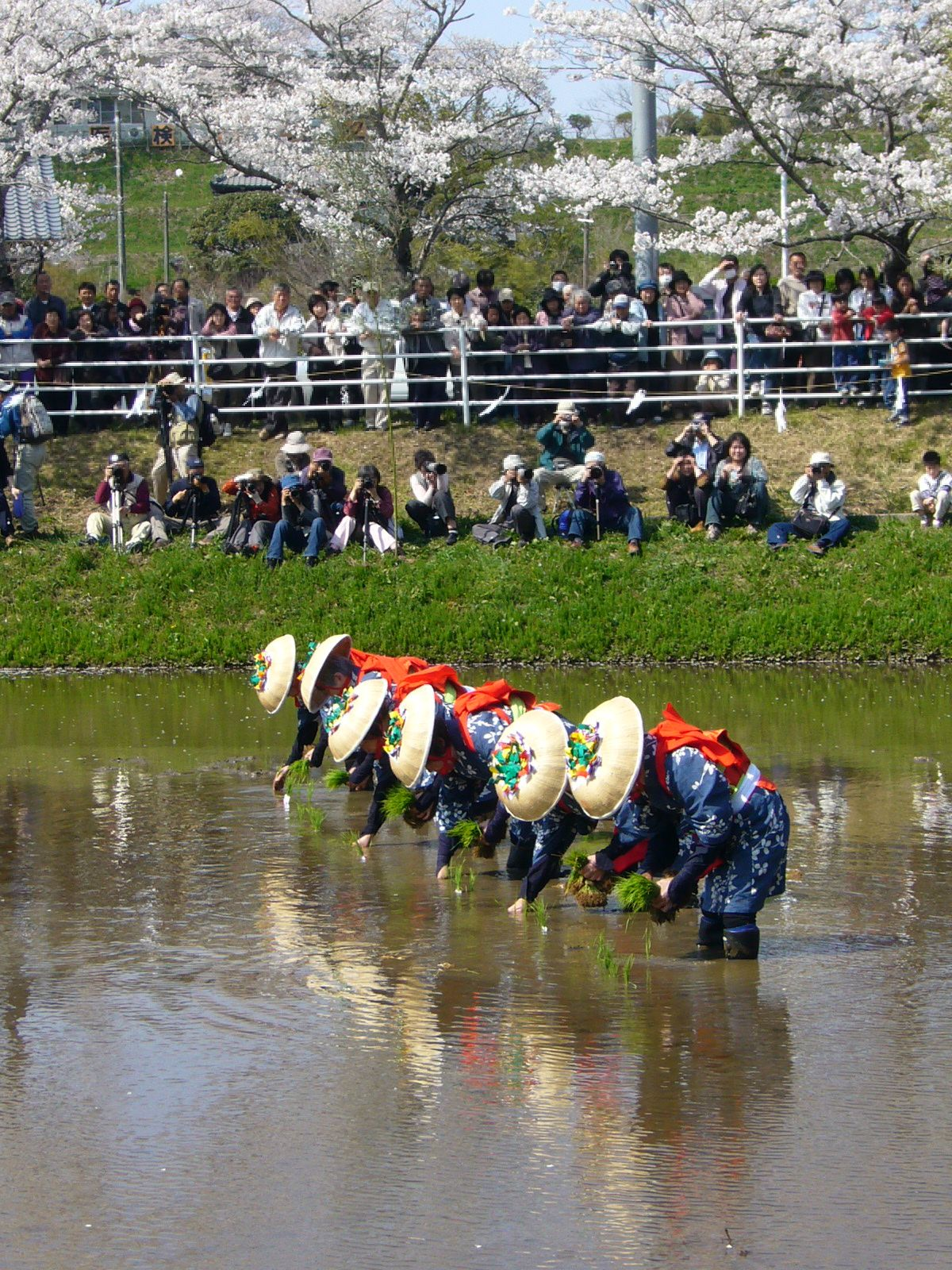
香取神宮御田植祭

香取神宮御田植祭（かとりじんぐうおたうえさい）は、千葉県香取市香取の香取神宮で催される御田植祭である。

## 概要
香取神宮の御田植祭は、4月の第一土曜と日曜に行われ、1日目の「耕田式」と2日目の「田植式」からなる。
耕田式
御田植祭の1日目は拝殿前で「耕田式」が行われる。苗長を先頭に、牛方が五色絹に彩られた牛の耕機をつけて牽き、その後ろから緋の袴をつけ鎌を手にした少女、直垂を着け鋤を手にした男、同じく鍬を持った男、そして白衣緋袴に模様の入った襷をかけ背に花笠を背負った田舞の少女8人、華傘をさしかけられ肩車された早乙女役の稚児8人が、庭上に入る。鎌入れの所作、鋤入れ・鍬入れの所作に続き、牛により代掻きが行われ、少女8人が苗長から受け取った早苗を手に田舞をし、年配者の早乙女手代による田植えの所作をもって「耕田式」は終わる。
田植式
2日目には「田植式」が行われる。前日と同様、拝殿前にて露払・鍬取・老姥や華傘の稚児が庭上へ進み、少女の田舞の後、田植え歌によって早乙女手代が田植えの所作を行う。拝殿前の神事が終わると参道から斎田へと向かい、献餞、祝詞奏上などの神事が執り行われた後、早乙女手代が田植え歌を唄いながら斎田の田植えをする。